# Айта (фильм)
«А́йта» — якутский художественный фильм 2022 года, премьера которого состоялась 30 марта 2023 года, снятый режиссёром Степаном Бурнашёвым. На 2024 год является вторым самым кассовым якутским фильмом, после фильма Марианны Сиэгэн «Карина», чьи сборы составили около 50 миллионов рублей: фильм Айта собрал 26 196 287 рублей при бюджете около 4 000 000 рублей.

## Сюжет
Действие происходит в небольшом якутском посёлке. Идут сильные дожди, дороги размыты. Становится известно о попытке самоубийства 16-летней школьницы Айты, дочери охотничьего инспектора Айаала: это произошло после вечеринки с одноклассниками, когда девочка вернулась домой. Айта находится в больнице в тяжёлом состоянии, и у неё в куртке находят записку «Афоня, я тебя ненавижу!». Подозрения сразу падают на сотрудника полиции Афанасия, русского, несколько лет назад приехавшего работать в посёлок. Он подвозил девочку до дома в тот вечер после того, как на вечеринку вызвали полицию из-за употребления подростками алкоголя. Однако он утверждает, что не общался ранее с девочкой, а она даже не могла знать его имя. Слухи быстро распространяются по деревне, местные жители уверены в виновности Афанасия. Айаал и другие жители посёлка хотят расправиться с ним, устроив самосуд, но начальник отдела полиции, якут Николай, не намерен выдавать подозреваемого.
Ситуация выходит из-под контроля, когда на следующий день Айта умирает. Более того, вскрытие показывает у неё беременность. На девушку Афанасия, якутку Сардаану, набрасываются женщины у магазина, а позже она обнаруживает, что их квартира разгромлена; её временно берёт к себе глава посёлка. С Айаалом договориться оказывается невозможным. Из-за дождей вывезти Афанасия также не удаётся, а в вертолёте центральные власти отказывают. Николай планирует ночью увезти Афанасия в суд по реке, но Айаал и его друзья, обезвредив сторожа, отвязывают и спускают по реке все лодки. Затем они нападают на полицейский участок, где Николай приказывает всем взять оружие и объявляет план «Крепость».
После перестрелки Айаал предупреждает своих друзей, что ему больше нечего терять и он будет идти до конца. Они решают штурмовать отделение полиции трактором, и один из друзей отправляется за ним. Тем временем следователь Саргылаана приходит к Галине, матери Айты, пытаясь уговорить её остановить Айаала. Та отказывается, и Саргылаана просматривает вещи Айты в поисках возможных улик: она видит тетрадь девочки, где та писала стихи о своей любви. Оказывается, что телефон Айта незадолго до смерти сдала в ремонт, и Саргылаана с Галиной среди ночи спешат к мастеру. Пока он чинит телефон, Айаал готовится начать штурм, садясь за руль трактора, а полицейские разрабатывают план контратаки. Наконец, телефон удаётся включить, и Саргылаана с Галиной видят переписку Айты, из которой становится понятно, что Афоня — её возлюбленный, якутский школьник из другого посёлка. Галине удаётся остановить Айаала, который уже приближается на тракторе к отделению.
На следующий день Николай проводит собрание, на котором подводятся итоги происшедшего. Решено не афишировать инцидент с нападением. Айаал просит прощения у Афанасия, который, в свою очередь, хочет начать новую жизнь.

## В ролях
- Иннокентий Луковцев — Николай, начальник отдела полиции
- Андрей Фомин — Афанасий, полицейский
- Георгий Бессонов — Айаал, отец Айты
- Ильяна Павлова — Галина, мать Айты
- Людмила Малыкайцева — Саргылаана
- Спартак Ларионов — глава
- Айталина Цыпандина — Сардаана
- Айталыына Яковлева — Айта

## Отзывы и оценки
Фильм получил исключительно положительные отзывы в российской прессе. О нём писали: «детектив о поиске человека в ворохе непроговоренных конфликтов, бытовых неурядиц и засасывающей рутины» (Алексей Филиппов, «Искусство кино»), «настоящая коллизия связана именно с ксенофобией, коррупцией, тотальным недоверием друг к другу и враждой всех со всеми» (Тимур Алиев, «Кинопоиск»), «Социальный посыл картины многослоен и более чем актуален во все времена» (Валерий Кичин, «Российская газета»), «Мрачный, очень темный, крепкий психотриллер, снятый в лучших традициях жанра» (Лариса Малюкова, «Новая газета»).

## Награды
- В 2022 году на открытом российском кинофестивале авторского кино «Зимний», проходившем в Москве, кинолента получила две награды[8]:
  - Приз за лучшую режиссуру — Степан Бурнашёв
  - Приз за лучшую мужскую роль — Иннокентий Луковцев

## Запрет
Спустя полгода после премьеры фильма Роскомнадзор потребовал удалить его из всех онлайн-кинотеатров, якобы за «деструктивную информацию, противоречащую принципам единства народов России»:
«В картине демонстрируется неравенство лиц по национальному признаку: положительные стороны героев одной национальности противопоставлены подчеркнуто негативным чертам героев другой национальности».

На это режиссёр фильма Степан Бурнашёв возразил, что его картина имеет как раз противоположный посыл:
«История как раз о том, что деление людей на „своих“ и „чужих“ может привести к трагедии. Нужно в любой ситуации, даже трагической, суметь найти в себе силы вести диалог, чтобы докопаться до истины, а не обвинять огульно только за то, что человек является представителем другой культуры. Своим фильмом я хотел показать, к чему может привести разобщенность народов».

25 сентября 2023 года Министерство культуры РФ отозвало у картины прокатное удостоверение. Информация об отзыве прокатного удостоверения у «Айты» появилась в реестре Министерства культуры 27 сентября. Как следует из реестра, соответствующий приказ был издан ещё 25 сентября. По словам министра культуры, удостоверение отозвано из-за «обращений людей, которые видели фильм немного иначе».
26 сентября за фильм «Айта» вступился глава Якутии Айсен Николаев. В ходе «прямой линии» он заявил, что смотрел фильм, знаком с его режиссёром и уверен, что тот не мог снять «каких-то фильмов про национализм».
13 октября российские киноведы, кинокритики и журналисты написали открытое письмо в поддержку фильма.
Председатель постоянного комитета по культуре и СМИ Госсобрания Якутии Виктор Губарев заявил, что ситуацию с запретом фильма необходимо рассматривать на экспертном совете на федеральном уровне. При этом сам Губарев не увидел оснований для запрета фильма, сославшись на отсутствие цензуры в России.